# Pyrrhogyra tiphus
Pyrrhogyra tiphus is een vlinder uit de familie Nymphalidae. De wetenschappelijke naam werd gepubliceerd in 1758 door Carl Linnaeus in de tiende editie van Systema naturae.